# Fernando Agüero Rocha
Fernando Bernabé Agüero Rocha (Managua, Nicaragua; 11 de junio de 1917-Managua, 28 de septiembre de 2011) fue un político conservador nicaragüense. Fue miembro del Partido Conservador (PC) y junto con Pedro Joaquín Chamorro Cardenal -director del diario La Prensa- fundó la coalición electoral Unión Nacional Opositora (UNO), la primera de este nombre, integrada por 5 partidos políticos opuestos al somocismo. Fue el candidato de la UNO para vencer al general Anastasio Somoza Debayle, candidato del oficialista Partido Liberal Nacionalista (PLN), en las elecciones presidenciales del 5 de febrero de 1967; debido a la Masacre de la Avenida Roosevelt o del 22 de enero del mismo año Agüero perdió ante Somoza por la abstención causada por la masacre.

## Carrera política
Inicia su carrera política en la Universidad de León, cuestionando el régimen dictatorial de la familia Somoza que se empieza a establecer en Nicaragua. En su época de universitario es exiliado a Corn Island junto con otros estudiantes. Después de varios meses logra fugarse para regresar a la política. Hace su especialidad como oftalmólogo en Nueva York durante la Segunda Guerra Mundial, bajo la guía de Castro Viejo, oftalmólogo reconocido a nivel mundial.
Durante su estadía en Nueva York, se casa con Margarita César Chamorro. Una vez terminada su carrera, vuelve a Nicaragua a ejercer su profesión, así como la lucha contra la dictadura de Somoza. Su militancia la hace siempre con el partido conservador, junto a Emiliano Chamorro, caudillo conservador. Es en los años sesenta donde llega a tener el liderazgo indiscutible de su partido, a pesar de tener una fuertes ataques internos en el partido de Pedro Joaquín, dueño del periódico La Prensa.
Es Agüero exiliado entre los años sesenta a los noventa, en 3 diferentes ocasiones. Buscó de diferentes maneras derrocar al gobierno de Somoza, pero es traicionado por miembros del partido cercanos a él. Al mismo tiempo busca ayuda de la comunidad internacional, pero al ser una dictadura respaldada por el gobierno norteamericano, es bloqueado totalmente.
Forma parte de un triunvirato, el cual es disuelto tras aprovecharse Somoza, de la inestabilidad política que se da en el país, tras el terremoto de 1972 que prácticamente destruye la ciudad de Managua.
Poco después del 19 de julio de 1979, Agüero Rocha se exilió en Miami y su hacienda en el departamento de Boaco fue confiscada. Se volvió activo en el bando de la Contra y en 1988 formó parte de una delegación de la Contra que negoció en Sapoá.
Murió en Managua el 28 de septiembre de 2011, a los 94 años de edad.